# Universi Dominici gregis
Universi Dominici gregis (latin : Tout le troupeau du Seigneur) est une constitution apostolique promulguée par le pape Jean-Paul II le 22 février 1996. Elle fixe les règles régissant la vacance du siège apostolique et l'élection du nouveau souverain pontife. Elle remplace la constitution apostolique Romano Pontifici Eligendo de Paul VI, promulguée le 1er octobre 1975.
La constitution Universi Dominici Gregis reprend la plupart des dispositions de la constitution précédente en y apportant cependant quelques évolutions :
- elle institue comme seul mode de désignation possible le scrutin secret ;
- elle prévoit, dans un certain nombre de cas, la possibilité d'une élection à la majorité simple ou un scrutin réduit à deux noms ;
- elle prévoit le logement des cardinaux pendant la période du conclave, à la Domus Sanctæ Marthæ et fixe un certain nombre de règles pratiques ;
- elle supprime toute notion de « couronnement » pour ne parler que d'« inauguration solennelle du pontificat ».

La constitution Universi Dominici Gregis se situe dans une succession de plusieurs textes pontificaux publiés par les prédécesseurs de Jean-Paul II :
- La constitution apostolique Sede Apostolica Vacante de Pie X, promulguée le 25 décembre 1904 ;
- Le motu proprio Cum proxime (en) du 1er mars 1922 et la constitution apostolique Quae divinus du 25 mars 1935 de Pie XI ;
- La constitution apostolique Vacantis Apostolicae Sedis de Pie XII du 8 décembre 1945 ;
- Le motu Proprio Summi Apostolicae Sedis de Jean XXIII du 5 septembre 1962 ;
- La constitution apostolique Romano Pontifici Eligendo de Paul VI, du 1er octobre 1975.

## La structure du document
La constitution apostolique est structurée de la manière suivante :
- Introduction (sans titre, et dont les paragraphes ne sont pas numérotés)

- Première partie : Vacance du siège apostolique
  - Chapitre I : Pouvoirs du collège des cardinaux durant la vacance du siège apostolique (Paragraphes 1-6)
  - Chapitre II : Les congrégations des cardinaux préparatoires à l'élection du souverain pontife (Paragraphes 7-13)
  - Chapitre III : Diverses charges pendant la vacance du siège apostolique (Paragraphes 14-23)
  - Chapitre IV : Les pouvoirs des dicastères de la Curie romaine pendant la vacance du siège apostolique (Paragraphes 24-26)
  - Chapitre V : Les funérailles du Pontife romain (Paragraphes 27-32)

- Deuxième partie : l'élection du Pontife romain
  - Chapitre I : Les électeurs du Pontife romain (Paragraphes 33-40)
  - Chapitre II : Le lieu de l'élection et les personnes qui y sont admises en raison de leur charge (Paragraphes 41-48)
  - Chapitre III : Le début des actes d'élection (Paragraphes 49-54)
  - Chapitre IV : Le secret à garder sur tout ce qui concerne l'élection (Paragraphes 55-61)
  - Chapitre V : Le déroulement de l'élection (Paragraphes 62-77)
  - Chapitre VI : Ce qui doit être observé ou évité dans l'élection du souverain pontife (Paragraphes 78-86)
  - Chapitre VII : Acceptation, proclamation et début du ministère du nouveau Pontife (Paragraphes 87-92)

- Promulgation (paragraphes non numérotés)

## Principales dispositions

### Vacance du siège apostolique
La première partie définit les pouvoirs des différentes instances (collège des cardinaux, congrégations générale et particulière, dicastères…) pendant la période de vacance du siège apostolique. De manière générale, seules peuvent être prises au cours de cette période des décisions de gestion courante ou des décisions urgentes imposées par la situation. Toutes les décisions d'importance qui peuvent attendre sont différées jusqu'à l'élection du nouveau souverain pontife.

#### Congrégations générales
Les congrégations générales de cardinaux se réunissent, sur convocation du doyen du Collège, qui les préside aussi, à partir de la vacance du siège pontifical. Elle comprennent l'ensemble des cardinaux, qu'ils soient électeurs ou non, mais, pour ces derniers, la participation est facultative, alors qu'elle est obligatoire pour les électeurs ayant déjà rejoint le Vatican. Elles doivent être réunies quotidiennement, parfois deux fois par jour. Elles sont « un processus de réflexion destiné à prendre la décision d'élire le pape ». Ces réunions, tenues à huis clos et sous le serment du secret, permettent aux cardinaux de se connaître, de débattre des défis de l'Église et de définir le profil du pape devant être élu. Durant ces congrégations sont aussi prises des décisions plus techniques, comme la date d'exposition du pape défunt, celle de ses obsèques ou celle de convocation du conclave, ou plus sensibles, remplaçant ainsi par une collégialité l'absence de pape. Les votes se font à la majorité des voix, à bulletin secret. 

#### Congrégations particulières
La congrégation particulière est composée du camerlingue et de trois cardinaux, désignés par le sort parmi les électeurs présents à Rome, un de chaque ordre (ordre des cardinaux-évêques, des cardinaux-prêtres et des cardinaux-diacres). Sa charge dure trois jours. Elle gère les affaires courantes et reporte la responsabilité de questions d'importance majeure à la congrégation générale. Cependant, aucune décision ne peut être prise en contradiction avec une formation particulière précédente, ni avoir des conséquences au-delà de la durée de vacance du siège apostolique. 

### L'élection du pontife romain
La seconde partie définit les modalités de désignation du souverain pontife. 
Elle maintient les règles applicables quant au collège électoral appelé à élire le pape : il est composé des cardinaux âgés de moins de 80 ans au jour de début de la vacance du siège apostolique, cardinaux électeurs dont le nombre est limité à 120 (voir ci-dessous).
Elle fixe les règles de convocation du conclave, définit les rôles des différents intervenants et rappelle l'obligation du secret absolu sur tout ce qui concerne l'élection. 
Elle définit le déroulement des scrutins, et fixe leur nombre à quatre tours par jour, deux le matin et deux l'après midi, jusqu'à l'élection. 
Elle fixe comme seul mode de désignation du pontife le scrutin secret avec, pour aboutir à une élection, une majorité requise des deux tiers jusqu'au 30e tour de l'élection, au-delà, le collège des cardinaux pouvant se mettre d'accord sur une procédure plus simple: soit une élection à la majorité simple, soit une élection sur les deux seuls noms ayant obtenu le plus de suffrages lors du tour précédent.

## Évolutions par rapport à la constitution précédente

### Règles pratiques
La constitution apostolique supprime un certain nombre de restrictions lors du conclave telle que la fermeture des fenêtres de la chapelle Sixtine (lieu désormais obligatoire du conclave) par des planches pendant toute la durée du conclave. Elle prévoit également le logement à la Domus Sanctae Marthae, voulu par le pape Jean-Paul II pour héberger le collège des cardinaux participant au conclave. Les conditions précaires des conclaves n'ont donc plus cours depuis 1996.

### Désignation du souverain pontife
La constitution apostolique ne reconnait plus pour l'élection du pontife que le vote à bulletins secrets. Les précédentes constitutions prévoyaient également la possibilité d'une élection par acclamation (per acclamatione) ou par compromis (per compromissum), cette dernière procédure consistant à déléguer à une commission de 9 à 15 cardinaux le choix par désignation unanime, du nouveau pape. Ces deux méthodes ont été utilisées pour la dernière fois respectivement en 1621 et 1316. 

### Couronnement
Le terme de couronnement disparait de la constitution apostolique et est remplacé par une cérémonie solennelle d'inauguration du pontificat.

## Modifications

### Modification du 11 juin 2007
Le 11 juin 2007, le pape Benoît XVI, par le motu proprio De Aliquibus Mutationibus in Normis de Electione Romani Pontifici relatif à quelques changements dans les normes pour l'élection du pontife romain supprime la possibilité ouverte par Jean-Paul II d'aménager le mode de scrutin après 21 tours de scrutin infructueux en utilisant une majorité simple en remplaçant le paragraphe 75 de la constitution apostolique par de nouvelles dispositions.
Il rétablit la règle de la majorité des deux tiers tout au long de l'élection, sans possibilité d'y déroger, mais limite la possibilité de voter, au-delà du 30e tour, que pour les deux candidats arrivés en tête du tour précédent.

### Modification du 22 février 2013
Le 22 février 2013, à quelques jours de sa renonciation annoncée, le pape Benoît XVI, par le motu proprio Normas Nonnullas relatif à quelques changements dans les normes pour l'élection du pontife romain. Il précise quelques points pratiques relatifs à l'organisation du conclave et en particulier reformule le numéro 37 de la constitution apostolique pour « laisser au collège des cardinaux la possibilité d'anticiper le début du conclave sous réserve de la présence de tous les cardinaux électeurs ».

## Sources
- Constitution apostolique Universi Dominici Gregis.